# Jesper Konradsson
Jesper Konradsson, né le 4 juin 1994 à Göteborg en Suède, est un handballeur international suédois évoluant au poste de demi-centre à l'USAM Nîmes Gard depuis 2022.

## Biographie
Jesper Konradsson débute le handball au Kärra HF en Suède. Par la suite, il rejoint le Alingsås HK (Handbollsligan) avec lequel il remporte le titre de champion de Suède en 2014. En 2017, il signe au Skjern Håndbold et dispute ses premières rencontres de Ligue des champions. En juin 2022, il s'engage avec l'USAM Nîmes Gard.
Il fait ses débuts avec l'équipe nationale de Suède lors d'une rencontre face à la Norvège en mai 2014. Il est ensuite sélectionné pour le championnat d'Europe 2016 et le championnat du monde 2017 puis 2019.

## Palmarès

### En club
- Vainqueur du Championnat de Suède (1) : 2014
- Vainqueur du Championnat du Danemark (1) : 2018

### En équipe nationale
- 6e place au Championnat du monde 2017